# نيك يونغز
نيك يونغز (بالإنجليزية: Nick Youngs)‏ هو لاعب اتحاد الرغبي بريطاني، ولد في 15 ديسمبر 1959 في North Norfolk ‏ في المملكة المتحدة.

## وصلات خارجية
- نيك يونغز عل موقع إسبنسكروم (الإنجليزية)